# Tomoki Kamioka
Tomoki Kamioka (født 30. maj 1998) er en japansk fodboldspiller.
Han har spillet for flere forskellige klubber i sin karriere, herunder Gamba Osaka.